# 日輪號列車
日輪（日语： Nichirin tsūgaia）號列車是由九州旅客鐵道（JR九州）營運，行走於小倉站/大分站至佐伯站/宮崎站/南宮崎站/宮崎機場站之間的特別急行列車，途經日豐本線、日南線和宮崎機場線。
此條目同時記述「日輪」的衍生系統，行走於博多站至宮崎機場站之間，途經鹿兒島本線、日豐本線、日南線和宮崎機場線的特急「日輪喜凱亞」（日语： Nichirin Seagaia */?），以及夜行特急「夢日輪」，以及於日豐本線上行走的優等列車演變。

## 概要
特急「日輪」是在1968年10月1日，由前身同名急行列車升級至特急列車而成。當時行走於博多站至西鹿兒島站（現時：鹿兒島中央站）之間，途經日豐本線。由於當時日豐本線幸崎站以南區間為非電氣化，因此使用KiHa80系柴油列車行走。在1972年增加了1個往返班次，新增的班次行走於博多站至大分站之間，使用485系電動列車行走。在1974年4月25日，電氣化區間延伸至南宮崎站，使485系列車可行駛至宮崎站。
在1975年3月10日時間表修正中，由於「日輪」可於小倉站轉乘同日全線開通的山陽新幹線，本來行走於關西與日豐本線之間特急「綠」之九州區間編入至「日輪」（「綠」這個列車愛稱於翌年重用在佐世保線的特急列車上）。使「日輪」增至8個往返班次，同時指定為L特急。在1979年，日豐本線電氣化區間延伸至鹿兒島站，日豐本線全線電氣化，翌年起不再使用柴油列車行走。在1982年11月15日時間表修正中，除了夜行列車外，日豐本線的優等列車統一名為「日輪」。
在國鐵分割民營化起，「日輪」的班次繼續增加，另外引入了新型車輛，這些車輛主要負責大分站到發的班次。在1993年前，「日輪」主要有兩組行走區間，博多站至大分站之間和博多站至南宮崎站（部分班次行駛至西鹿兒島站），各組每小時設有1班。當時還有於下關站、門司港站到發的班次，後來前者於1992年3月13日，後者於1997年3月21日改於（並統一於）博多站到發。
在1995年4月20日，「日輪」進行系統分割，宮崎站至西鹿兒島站之間由「霧島」繼承。在1997年3月22日，「日輪」博多站至大分站之間的班次獨立為「音速」，使「日輪」的行走區間變為博多站至南延岡站/南宮崎站/宮崎機場站之間。當時由於九州自動車道全線開通，使連接福岡市與宮崎市之間的高速巴士「鳳凰號」行車時間大幅縮短，「日輪」（特別是大分站至延岡站之間）的客量下降。因此在2000年3月11日，「日輪」取消大分站至延岡站之間的班次，所有只行走於博多站至大分站之間的列車編入「音速」，而「日輪」行走於延岡站至宮崎站之間的班次則編入至「日向」。使「日輪」的班次被大幅度削減。
後來，「日輪」的班次數目回復至2000年3月10日前的水平。在2001年3月3日，「日輪」縮短至小倉站到發，在2003年3月15日和2004年3月13日，分開兩次把「日輪」縮短至別府站到發。在2009年起，再陸續把別府站到發的班次改於大分站到發，最後在2012年3月17日，統一於大分站到發。在2021年3月13日時間表修正中，把日間部分班次取消。
自此，「日輪」的功能由原來運送乘客來往福岡縣與大分縣/宮崎縣，以及運送乘客轉乘山陽新幹線，變為運送乘客來往大分縣和宮崎縣之間，以及接駁至宮崎機場的功能（但是由於「日輪」大部分班次可於大分站轉乘「音速」，使原來的功能仍然存在，只是中途需要轉乘列車）。

### 「日輪」的衍生列車
特急「日輪喜凱亞」是在1993年3月18日開設。當時把「日輪」在南宮崎站到發的2個往返班次中，改用787系電動列車之際，同時把這些班次改名。在當初，「日輪喜凱亞」使用獨立的班次編號，不與「日輪」共用。列車名稱中的「喜凱亞」，是取自同年於宮崎市開業的度假設施喜凱亞。在國鐵分割民營化後，一直沒有新型車輛駛入宮崎縣，當時的特急「日輪喜凱亞」是少數使用新型車輛駛入宮崎縣的列車，使當時列車較受歡迎。2000年3月11日起改用783系電動列車行走。在翌年2001年3月3日，「日輪」改於小倉站到發之際，「日輪」部分班次改用783系行走，自此「日輪喜凱亞」與「日輪」的車輛沒有差別。兩架列車的差別由車輛形式變為行走區間（「日輪喜凱亞」直通至博多站，「日輪」則不會行駛至博多站）（後來在2011年3月12日，「日輪喜凱亞」上行1班列車改用787系。2021年3月13日起，所有「日輪喜凱亞」再次使用787系，可以是說再次有車輛上的差別）。另外，博多站至宮崎機場站之間的行走距離達413.1公里（包含西小倉站至小倉站之間重複運輸部分），有2016年3月26日時間表修正起「日輪喜凱亞」成為了JR集團中，行走距離最長的在來線定期運行日行優等列車。另外，787系行走「日輪喜凱亞」時，前往宮崎空港站的目的地牌中會寫上「日輪喜凱亞／途經南宮崎（前往）宮崎機場」。
特急「夢日輪」是與「日輪喜凱亞」同一時期開始運行的特急列車。特急「夢日輪」的前身是行走於門司港站至西鹿兒島站之間的夜行急行「日南」。隨著引入787系，急行「日南」升級為特急並改為行走於博多站至南宮崎站之間。在2009年3月14日起，「夢日輪」成為了JR九州內唯一的定期夜行列車。在2011年3月10日開出最後一班列車後便被廢除。
另外，在1990年3月至1995年4月之間，曾經使用783系行走「高級沙龍日輪」。在1995年4月至1997年3月之間，曾經使用883系電動列車行走「音速日輪」。

### 列車名稱的由來
列車名稱「日輪」取自太陽的平假名。
關於「日輪」這個列車愛稱。曾經設有行走於博多站/門司港站至西鹿兒島站之間（途經日豐本線）和博多站至熊本站之間（途經日豐本線、豐肥本線）的急行「光」，這個列車愛稱由於被會用於東海道新幹線列車名稱，因此急行「光」需要更改列車名稱。在1964年10月1日，急行「光」的西鹿兒島站到發編成改名為「日輪」，這是首次出現「日輪」這個列車愛稱。該「日輪」在翌年10月1日被廢除。在1966年3月25日，開設了行走於博多站至西鹿兒島站之間的急行「日輪」，使該列車名稱復活。隨後在1968年，急行「日輪」升級為特急。

## 運行概況
「日輪」設有8個往返定期班次，「日輪喜凱亞」設有1個往返定期班次。班次編號方面，除了從佐伯站出發的班次為102號外，其他「日輪」和「日輪喜凱亞」的班次編號是按出發時間順序排列，下行是1至17號，上行是2至16號。而「日輪喜凱亞」的1個往返班次之班次編號為5和14號。
運行區間方面，上行1班（102號）是單向從佐伯站前往大分站，1個往返班次（3、16號）是行走於小倉站至宮崎機場站之間，上行1班（6號）是單向從宮崎站前往大分站，下行2班、上行1班（2、15、17号）是行走於大分站至南宮崎站之間，其餘「日輪」班次為行走於大分站至宮崎機場站之間。「日輪喜凱亞」的所有班次行走於博多站至宮崎機場站之間。於大分站到發的「日輪」班次中，除了1號外，其他列車可於大分站轉乘「音速」（轉乘時間只有數分鐘）。此特急設有繼乘費用制度。乘客於別府站或大分站相互轉乘「音速」和「日輪」，當中沒有出閘的情況下，特急費用可以以一程計算。在車站與車內的資訊中會展示「日輪○○號（&音速），前往大分（博多）」（反之亦然）（關於繼乘制度可參見#與「日輪」相關的乘車券等特例）。102號的車輛是來自早上從南延岡站出發前往佐伯站的普通列車班次，隨後於佐伯站變為特急列車繼續前往大分站。
列車編號方面，「日輪」與「日輪喜凱亞」共用，都是5000M+班次編號（102號是5092M)。
在繁忙時期會開設行走於小倉站至大分站之間的臨時特急列車。當中以783系、787系行走的列車名稱為「日輪」。班次編號為7x號（曾經使用8x、9x號）。以883系、885系行走的列車名稱則為「音速」。在2010年度前，會把別府站、大分站到發的定期列車班次臨時延長行駛。在2015年前，臨時特急列車會有機會使用485系，這些班次不會連結綠色車廂。另外，當福岡PayPay巨蛋舉行音樂會，又或是福岡市周邊舉行大型活動時，便會開設臨時特急行走於博多站至大分站之間。在那時候，使用783系、787系行走的班次會以「日輪」的名義行走。班次編號為8x號（曾經使用19x號）。在2013年設有前往佐伯站的「日輪」班次。
在2017年3月4日起，使用787系4卡編成的5個往返班次改以一人控制運輸。在2018年3月17日時間表修正，所有787系4卡編成的列車均變為一人控制運輸。但是，以4卡編成的其他車輛，或小倉站至大分站之間區間，又或其他編成（787系6卡編成等）代行時，會設有車掌乘務。在一人控制班次中，或會有乘務員於車內查票。

### 停車站
日輪
小倉站 - 行橋站 - 宇島站 - 中津站 - 柳浦站 - 宇佐站 - 杵築站 - （龜川站） - 別府站 - 大分站 - 鶴崎站 - （大在站） -  （幸崎站） - 臼杵站 - 津久見站 - 佐伯站 - 延岡站 - 南延岡站 - （門川站） - 日向市站 -（都農站）- 高鍋站 - 佐土原站 - （宮崎神宮站） - 宮崎站 - 南宮崎站 - 宮崎機場站
- 部分列車停靠之車站。（小倉站〜大分站之間只有3和16號行駛）
  - 龜川站只有3號停靠。
  - 大在站只有102號停靠。
  - 幸崎站只有1、3、15、17和102號停靠。
  - 門川站只有2、4、16號停靠。
  - 都農站只有16號停靠。
  - 宮崎神宮站只有4、11號停靠。

日輪（繁忙時期加班）
小倉站 - 行橋站 - （宇島站） - 中津站 - （柳浦站） - （宇佐站） - （杵築站） - （龜川站） - 別府站 - 大分站
- 部分列車停靠之車站。不同列車會停靠不同車站。

日輪喜凱亞
博多站 - （吉塚站） - 香椎站 - 赤間站 - 折尾站 - 黑崎站 - 小倉站 - 行橋站  - 中津站 -（杵築站） - 別府站 - 大分站 - 鶴崎站 - 臼杵站 - 津久見站 - 佐伯站 - 延岡站 - 南延岡站  - 日向市站 - 高鍋站 - 佐土原站 - 宮崎站 - 南宮崎站 - 宮崎機場站
- （　）的車站只有5號停靠。
- 列車會在小倉站改變行車方向，因此當列車到達小倉站時，車內廣播會提醒乘客把座位掉轉方向。另外，西小倉站至小倉站之間會重複運輸，因此若乘客沒有在小倉站中途下車時，乘客的乘車區間是不會計算該重複區間。（參見#與「日輪」相關的乘車券等特例）

另外，除了上述車站外，在部分特定日子，列車會臨時停靠其他車站。例如舉行航空自衛隊築城基地航空祭時，列車會臨時停靠築城站，舉行JR九州Walking時，列車會臨時停靠中山香站或淺海井站。
- 以下為列表各班次的詳細停車站（截至2021年3月）。
  - ●：所有列車停靠
  - ▼：所有下行列車停靠
  - ▲：所有上行列車停靠
  - ▽：下行部分列車停靠
  - －：通過

| 博多－別府           | 博多－別府 | 博多－別府 | 博多－別府 | 博多－別府 | 博多－別府 | 博多－別府 | 博多－別府 | 博多－別府 | 博多－別府 | 博多－別府 | 博多－別府 | 博多－別府 | 博多－別府 | 博多－別府 | 博多－別府 | 博多－別府 | 博多－別府            | 博多－別府            | 博多－別府            | 博多－別府                  |
| 班次數目＼車站名稱   | 博多站     | 吉塚站     | 香椎站     | 赤間站     | 折尾站     | 黑崎站     | 小倉站     | 行橋站     | 宇島站     | 中津站     | 柳浦站     | 宇佐站     | 杵築站     | 龜川站     | 別府站     |            | 備註                  | 備註                  | 備註                  | 備註                        |
| -------------------- | ---------- | ---------- | ---------- | ---------- | ---------- | ---------- | ---------- | ---------- | ---------- | ---------- | ---------- | ---------- | ---------- | ---------- | ---------- | ---------- | --------------------- | --------------------- | --------------------- | --------------------------- |
| 下行1班／上行1班     |            |            |            |            |            |            | ●          | ●          | ●          | ●          | ●          | ●          | ●          | ▼          | ●          | ↙          | 小倉到發（3、16號）   | 小倉到發（3、16號）   | 小倉到發（3、16號）   | 小倉到發（3、16號）         |
| 下行1班／上行1班     | ●          | ▼          | ●          | ●          | ●          | ●          | ●          | ●          | －         | ●          | －         | －         | ▼          | －         | ●          | ↙          | 日輪喜凱亞（5、14號） | 日輪喜凱亞（5、14號） | 日輪喜凱亞（5、14號） | 日輪喜凱亞（5、14號）       |
| （下行停靠班次數目） | 1          | 1          | 1          | 1          | 1          | 1          | 2          | 2          | 1          | 2          | 1          | 1          | 2          | 1          | 2          |            |                       |                       |                       |                             |
| （上行停靠班次數目） | 1          | 0          | 1          | 1          | 1          | 1          | 2          | 2          | 1          | 2          | 1          | 1          | 1          | 0          | 2          |            |                       |                       |                       |                             |
|                      |            |            |            |            |            |            |            |            |            |            |            |            |            |            |            |            |                       |                       |                       |                             |
| 大分－宮崎機場       |            |            |            |            |            |            |            |            |            |            |            |            |            |            |            |            |                       |                       |                       |                             |
| 班次數目＼車站名稱   |            | 大分站     | 鶴崎站     | 大在站     | 幸崎站     | 臼杵站     | 津久見站   | 佐伯站     | 延岡站     | 南延岡站   | 門川站     | 日向市站   | 都農站     | 高鍋站     | 佐土原站   | 宮崎神宮站 | 宮崎站                | 南宮崎站              | 宮崎機場站            | 備註                        |
| 下行1班／上行1班     | ↗          | ●          | ●          | －         | ▼          | ●          | ●          | ●          | ●          | ●          | ▲          | ●          | ▲          | ●          | ●          | －         | ●                     | ●                     | ●                     | 小倉到發（3、16號）         |
| 下行1班／上行1班     | ↗          | ●          | ●          | －         | －         | ●          | ●          | ●          | ●          | ●          | －         | ●          | －         | ●          | ●          | －         | ●                     | ●                     | ●                     | 日輪喜凱亞（5、14號）       |
| 下行4班／上行3班     |            | ●          | ●          | －         | ▽          | ●          | ●          | ●          | ●          | ●          | －         | ●          | －         | ●          | ●          | －         | ●                     | ●                     | ●                     | 下行1班停靠幸崎站           |
| 下行1班／上行1班     |            | ●          | ●          | －         | －         | ●          | ●          | ●          | ●          | ●          | ▲          | ●          | －         | ●          | ●          | ●          | ●                     | ●                     | ●                     | 停靠宮崎神宮（4、11號）     |
| 下行2班／上行1班     |            | ●          | ●          | －         | ▼          | ●          | ●          | ●          | ●          | ●          | ▲          | ●          | －         | ●          | ●          | －         | ●                     | ●                     |                       | 於南宮崎到發（2、15、17號） |
| 上行1班              |            | ●          | ●          | －         | －         | ●          | ●          | ●          | ●          | ●          | －         | ●          | －         | ●          | ●          | －         | ●                     |                       |                       | 從宮崎出發（6號）           |
| 上行1班              |            | ●          | ●          | ●          | ●          | ●          | ●          | ●          |            |            |            |            |            |            |            |            |                       |                       |                       | 從佐伯出發（102號）         |
| （下行停靠班次數目） |            | 9          | 9          | 0          | 4          | 9          | 9          | 9          | 9          | 9          | 0          | 9          | 0          | 9          | 9          | 1          | 9                     | 9                     | 7                     |                             |
| （上行停靠班次數目） |            | 9          | 9          | 1          | 1          | 9          | 9          | 9          | 8          | 8          | 3          | 8          | 1          | 8          | 8          | 1          | 8                     | 7                     | 6                     |                             |

### 使用車輛與編成
「日輪」與「日輪喜凱亞」均使用大分鐵道事業部大分車輛中心和南福岡車輛區所屬的787系電動列車行走。大分車輛中心所屬的車輛以4卡編成，南福岡車輛區所屬的車輛以6卡編成（連結綠色車廂包廂和DX綠色車廂）。「日輪」5個往返班次使用4卡編成列車，「日輪」3個往返班次和「日輪喜凱亞」使用6卡編成列車。
在2011年3月12日，隨著九州新幹線鹿兒島線全線開通，多餘的特急車輛取代了485系電動列車，那些特急車輛開始行走日豐本線的特急列車班次，包括了特急「日向」和「霧島」（但是「霧島」的定期班次中沒有6卡編成列車）。另外，「日輪喜凱亞」和「夢日輪」在1993年至2000年使用了787系新型車輛，該車輛連結了自助餐車（「夢日輪」現已停運）。現時，該自助餐車空間已改裝為一般座位空間。包廂席方面，只限3人以上旅客一同購票時才可預約該指定席。4、5、6、14號班次中，3號車廂為自由席（4號在平日班次中，2號車廂為自由席）。

#### 過去使用車輛
- KiHa80系柴油列車（日语：国鉄キハ80系気動車）：1968年10月1日 - 1980年9月30日
- 583系柴油列車（日语：国鉄583系電車）：1980年10月1日 - 1984年1月31日
- 485系電動列車：1972年4月27日 - 2011年3月11日
- 783系電動列車：1990年3月10日 - 1996年3月15日、2000年3月11日 - 2021年3月12日
  - 在1995年前，使用此車輛行走的「日輪」班次的列車名稱會變為「高級沙龍日輪」。在1996年前，只有大分站以北的「日輪」班次使用該車輛。在2000年起的1年之間，「日輪喜凱亞」和「夢日輪」曾經使用該車輛。
- 883系電動列車：1995年3月18日 - 1997年3月21日
  - 在1995年4月20日起，使用此車輛行走的「日輪」班次的列車名稱會變為「音速日輪」。由於883系在1995年和1997年於時間表修正前投入服務，因此在投入服務至時間表修正前，曾經短期間行走「日輪」班次。
  - 只有大分站以北的定期「日輪」班次使用該車輛。在1996年8月7日至9日，883系曾經行走於南宮崎站到發的「日輪」20和33號班次。
- 885系電動列車：2010年9月11日 - 9月26日的星期六、日及假日
  - 作為支援宮崎縣的企劃「努力吧宮崎！」，一架885系電動列車被貼上全車身廣告[6][7]，並行走「日輪喜凱亞」7和20號班次[8]。

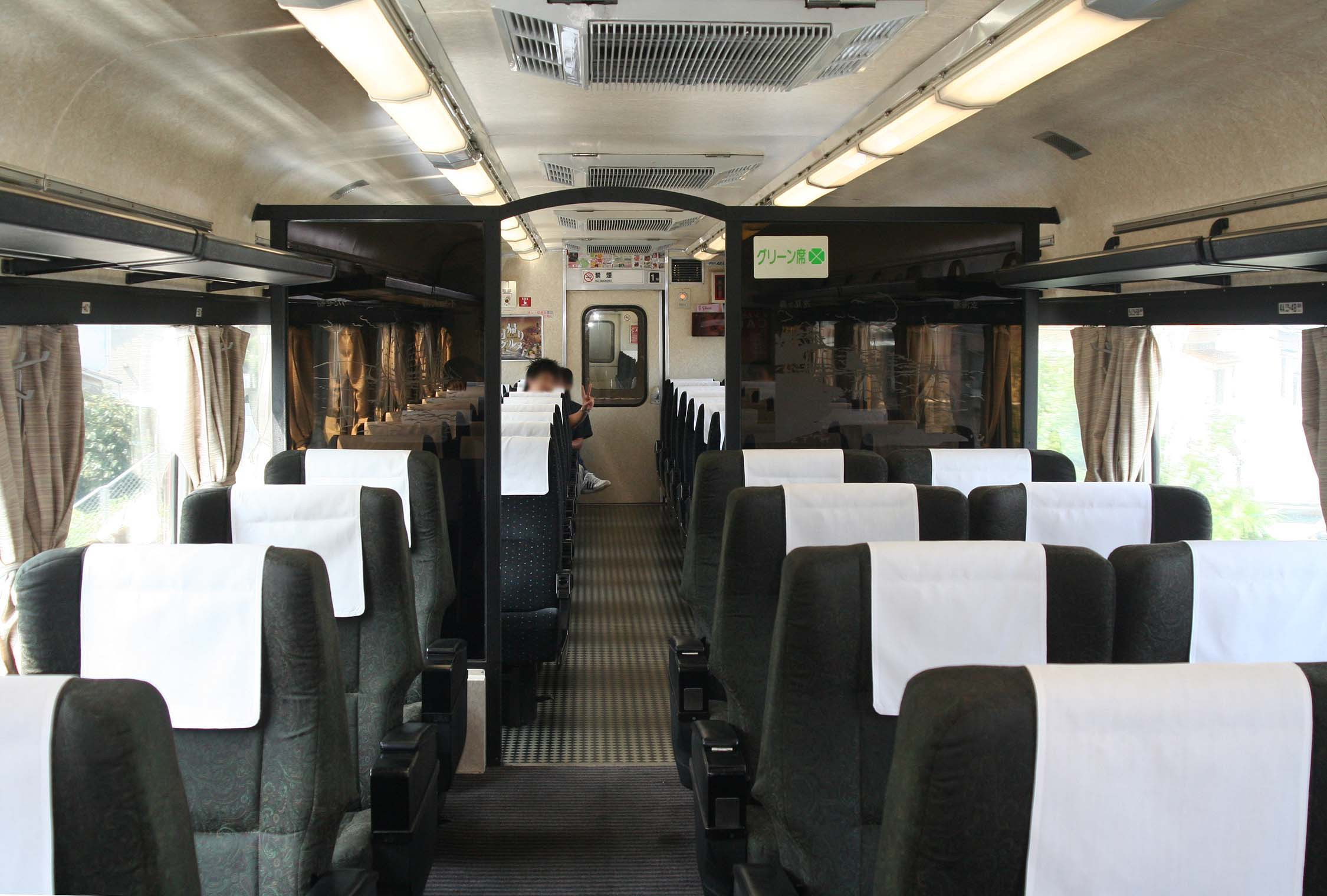
485系的1號車廂為綠色車廂與普通席（2007年9月）
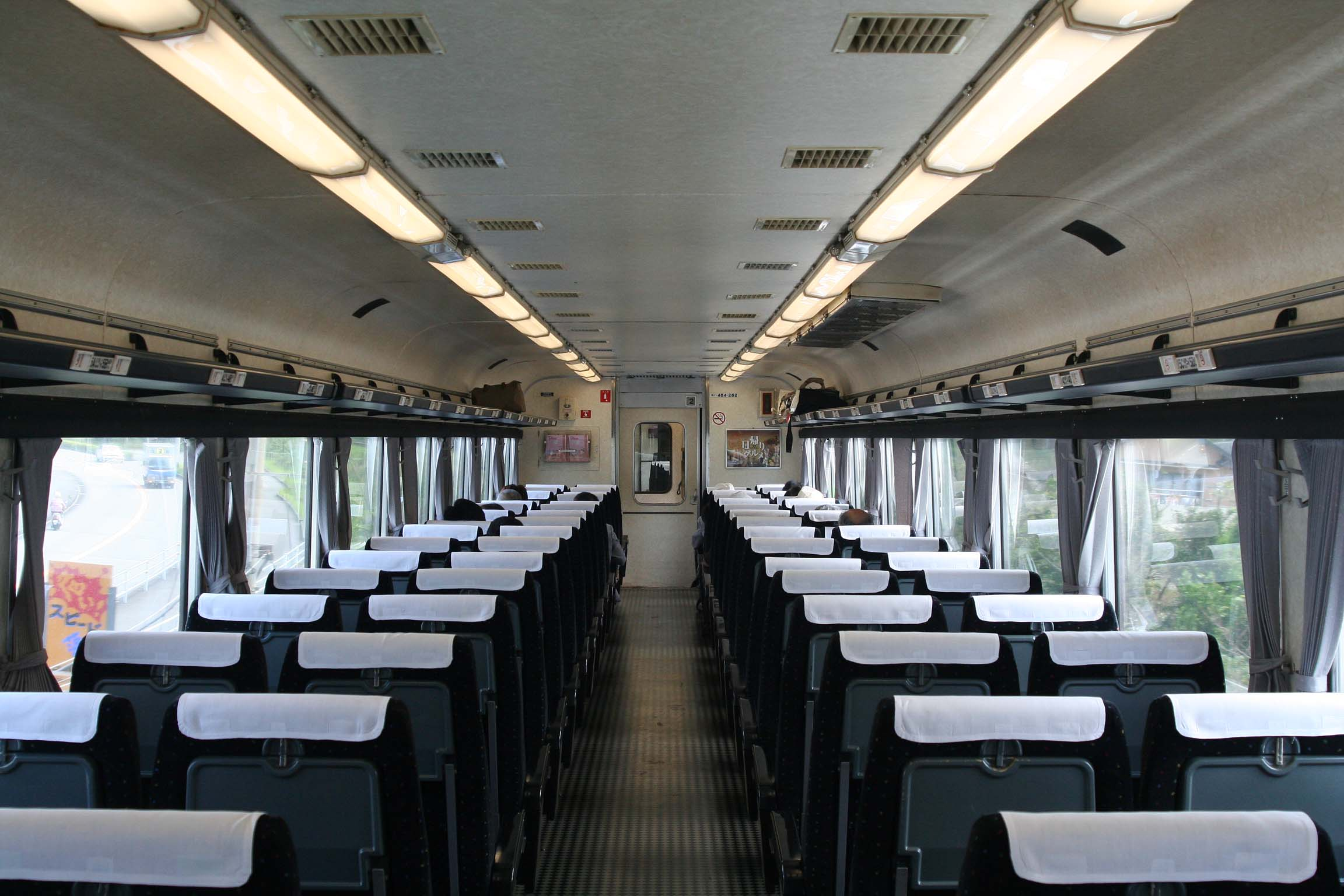
485系的2號車廂為普通車廂指定席（2007年9月）
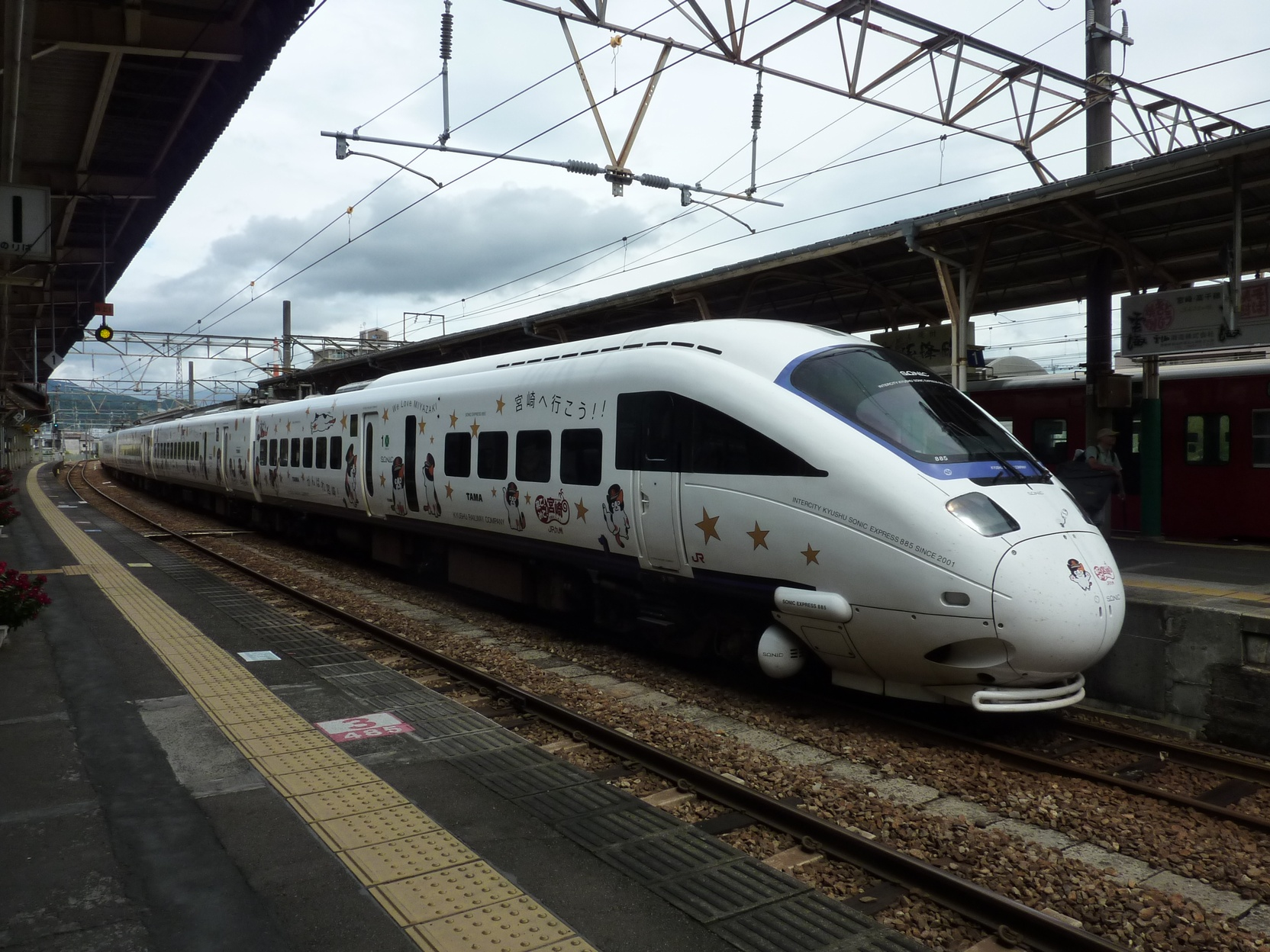
885系「努力吧宮崎！」全車身廣告（2010年9月23日 延岡站）

### 與「日輪」相關的乘車券等特例
與特急「日輪」相關的乘車券等特例如下：
1. 轉乘「音速」和「日輪」之間設有繼乘費用制度。乘客於別府站或大分站相互轉乘時，在沒有出閘的情況下，特急費用可以以一程計算。這個特例在2003年起開始實施，當時部分「日輪」班次改於別府站到發。在2012年3月17日起，由於再沒有「日輪」班次於別府站到發，因此事實上乘客只可在大分站轉乘，而在繼乘費用制度規則上，還繼續保留別府站這個指定轉乘車站。另外，這個繼乘費用制度不適用於綠色車廂的費用（例如乘客使用「日輪」綠色車廂包廂席或DX綠色車廂），也不適用於小倉站轉乘「閃耀」。
2. 在乘坐「日輪喜凱亞」班次時，由於列車中途會途經小倉站至西小倉站兩次。當乘客從大分方向乘坐該列車前往博多方向時（或反方向乘車），於小倉站沒有中途下車的情況下。計算乘車距離時，不需要包含小倉站至西小倉站之間的距離，那距離來回合共1.6公里。這個特例也適用於「音速」。在這個特例下，博多站至大分站之間（途經小倉站）實際乘車距離為200.1公里，但是計算車費時會視為於西小倉站折返，扣減了小倉站至西小倉站之間的1.6公里，實際計算車費的距離是198.5公里，因此可以以較平宜的價錢購入特急票與綠色車廂票。
3. 宮崎站至宮崎機場站之間，乘客只需車票便可乘坐普通車廂自由席。在該區間中，若果乘客需要乘坐普通車廂指定席或綠色車廂時，可於車內向車掌分別購買指定席票或普通列車專用的自由席綠色車廂票。若乘客乘越宮崎站的情況，自由席特急票的特急費用只需計算宮崎站以北區間。

## 過去運行班次

### 夢日輪
在1993年3月18日時間表修正中，隨著787系投入服務，原本行走於門司港站（後期為博多站）至西鹿兒島站之間（宮崎站至西鹿兒島站之間為普通列車）的夜行急行列車「日南」升格為特急「夢日輪」，行走區間改為博多站至南宮崎站之間（取消臥鋪車廂）。「夢日南」繼承了「日南」的班次，每日設有1個往返班次。在1996年7月18日，下行班次延長至宮崎空港站。在2000年3月11日改用783系行走，隨後直至廢除前沒有特別改動。「夢日輪」除了是一架夜行列車外，同時成為了博多站至小倉站/大分站之間，以及延岡站至南宮崎站/宮崎機場站之間的首班/尾班車的功能，當時調整時間的關係，列車於大分站停靠較長停車。在1994年4月的時間表中，下行「夢日輪」會在早上1時34分到達大分站，於早上2時40分離開大分站（停留1小時6分鐘），上行「夢日輪」會在早上2時39分到達大分站，於早上4時10分離開大分站（停留1小時31分鐘）。
在2009年3月14日起，「夢日輪」成為了JR九州內唯一的定期夜行列車班次（在該日起，行走於本州與九州的臥鋪列車「富士」和「隼」均被廢除）。在2010年3月13日起，隨著急行「能登」變為臨時列車，「夢日輪」成為了JR最後一架只有座位車廂的定期夜行列車。在2011年3月12日時間表修正中，「夢日輪」被廢除，博多站至大分站之間由「音速」取代，延岡站至宮崎機場站之間由「日向」取代（真正被廢除的區間為大分站至延岡站之間）（最後一班出發的日期是同年3月10日（以起點站為準））。

#### 停車站
以下為列車廢除前的停車站。
博多站 - 赤間站 - 折尾站 - 黑崎站 - 八幡站 - 戶畑駅 - 小倉站 - 行橋站 - 宇島站 - 中津站 - 柳浦站 - 宇佐站 - （杵築站） - 別府站 - 大分站 - 臼杵站 - 津久見站 - 佐伯站 - 延岡站 - 南延岡站 - 門川站 - 日向市站 - 都農站 - 高鍋站 - 佐土原站  - 宮崎站 - 南宮崎站 - 宮崎機場站
- （　）的車站只限前往宮崎機場的班次停靠。前往博多的班次從南宮崎站出發

#### 使用車輛與編成
「夢日輪」使用南福岡車輛區的783系。
「夢日輪」的編成與「日輪」和「日輪喜凱亞」同樣。另外部分指定席為女性專用席。當車型改用783系後，女性專用席更改為1號車廂的B室。在2008年10月1日起改為2號車廂A室。

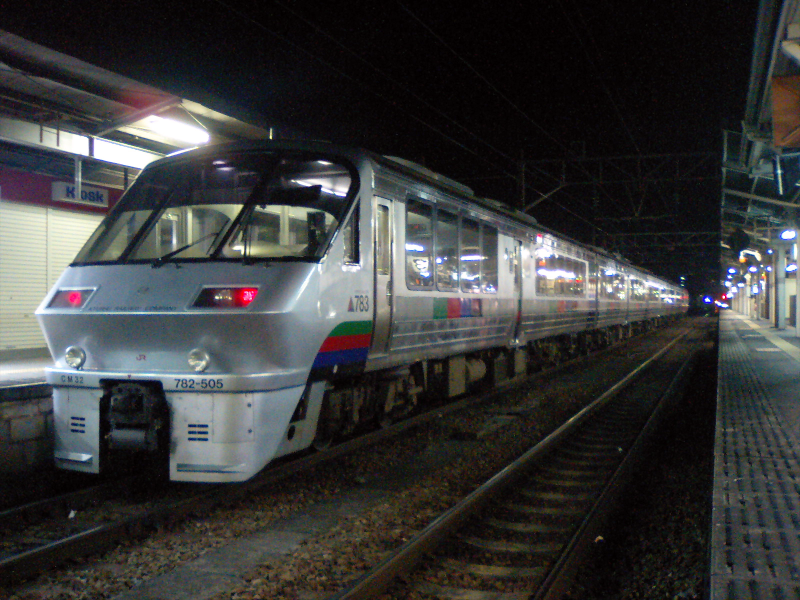
783系「夢日輪」（2009年4月 大分站）
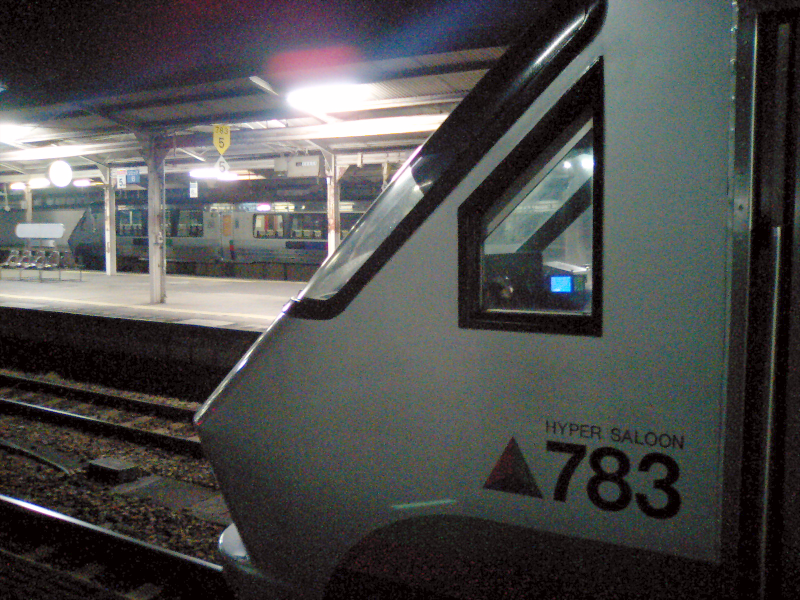
於大分站長時間停靠的「夢日輪」。前方是前往博多的班次，後方是前往宮崎機場的班次。（2009年4月）

#### 臨時特急「日輪91號」
每年會設有1日開辦臨時列車班次，從大分出發單向前往宮崎機場，該班次為下行臨時特急「日輪91號」。行走時段與「夢日輪」差不多。該班次是配合沿線日向新富站附近的航空自衛隊新田原基地舉行航空祭而開設。而該班次實際上是把「日向1號」延長至從大分站出發（延長區間為大分至延岡之間），同日「日向1號」暫停服務。另外在開設「日輪91號」當日，當「音速61號」到達大分站後，可轉乘「日輪91號」。當「音速61號」到達大分站後，行走「日輪91號」的783系列車會把車門打開，直至「日輪91號」出發為止。因此，鐵路迷會把「音速61號」加上「日輪91號」的班次，稱為「彷彿像『夢日輪』的臨時特急」。另外於上述提及，由於「日輪91號」是為航空祭而開設，因此「日輪91號」會臨時停靠日向新富站。
在2017年舉行航空祭時，由於當時臼杵站至佐伯站之間不能通行，使當年沒有「日輪91號」班次，在翌年起再沒有開辦。另外，「音速61號」在2018年3月把終點站縮短至中津站。

## 日豐本線優等列車演變

### 觀光列車「光」→「日輪」與周邊列車群
- 1958年（昭和33年）
  - 4月25日：開設行走於博多站至別府站之間（途經鹿兒島本線、日豐本線）的臨時急行列車「光」。
  - 5月1日：「光」的運輸區間變更為博多站至熊本站之間（途經鹿兒島本線、日豐本線和豐肥本線）。部分編成的運輸區間為門司港站至別府站之間（途經鹿兒島本線和日豐本線）。
  - 8月1日：「光」變為定期列車。並降級為準急列車。
- 1959年（昭和34年）
  - 4月1日：「光」部分編成之運輸區間改為博多站/門司港站至都城站之間（途經鹿兒島本線和日豐本線）。
  - 9月22日：在「光」於博多站/門司港站至都城站之間的系統中，宮崎站至都城站之間會連結行走於宮崎站至西鹿兒島站之間（現時：鹿兒島中央站）的編成。
- 1960年（昭和35年）
  - 3月10日：開設行走於大分站至別府站之間（途經小倉站、熊本站和大分站）的「第2光」。原來的「光」改名為「第1光」。
  - 6月1日：實施時間表修正，設有以下改動。

  1. 「第1光」於博多站/門司港站至都城站之間的系統與行走於宮崎站至西鹿兒島站之間的編成併合，行走區間改為博多站/門司港站至熊本站/西鹿兒島站之間。
  2. 開設行走於別府站至西鹿兒島站（在1963年5月8日起，該列車會在宮崎站分離與連結前往鹿屋站的編成（途經日南線和古江線（後來名為大隅線）））之間的準急列車「日南」。
  3. 原本行走於博多站至別府站之間（途經久大本線）的臨時快速列車「湯之香」延長運輸區間並變為定期列車。該列車變為循環準急「湯之香」，行走於博多站至由布院站至別府站至博多站之間。
- 1961年（昭和36年）10月1日：實施名為「3·6·10（日语：サンロクトオ）」的時間表修正，設有以下變更。
  1. 原本行走於門司港站至宮崎站之間的準急列車附上愛稱「青島」。
  2. 開設行走於廣島站至別府站之間的急行「別府」。
- 1962年（昭和37年）10月1日：實施時間表修正，設有以下變更。
  1. 「第1光」升級為急行列車。「第2光」的愛稱改為「向日葵」。
  2. 開設行走於西鹿兒島站至博多站至宮崎站之間的急行列車「鳳凰」。同時不再使用「青島」這列車愛稱。
- 1963年（昭和38年）7月15日：開設行走於博多站至大分站之間的準急列車「城島」。
- 1964年（昭和39年）10月1日：隨著東海道新幹線開業而實施時間表修正（日语：1964年10月1日国鉄ダイヤ改正），設有以下變更。
  1. 「光」這個列車名稱被用於東海道新幹線超特急的列車上，因此「光」的運輸區間進行了以下分割安排。
    1. 於西鹿兒島站到發的編成改名為「日輪」。
    2. 於熊本站到發（途經豐肥本線）的編成改名為「草千里」。

  2. 開設從宮崎單向前往別府的準急「椎葉」。開設從大分單向前往門司港的準急「鶴見」。
    - 上述兩架單向行駛的準急列車，實際上是回廠列車載客班次。
- 1965年（昭和40年）10月1日：實施時間表修正，設有以下變更。
  1. 「日輪」與行走於廣島站至別府站之間的「別府」合併。變為行走於廣島站/門司港站至西鹿兒島站之間的「青島」。使「日輪」這個列車愛稱一度停用。
  2. 「草千里」的運行區間改為三角站至別府站至小倉站至長崎站/佐世保站之間，並且改名為「九重」。
- 1966年（昭和41年）
  - 3月5日：隨著變更準急列車制度，「椎葉」、「湯之香」、「鶴見」和「城島」升級為急行列車。
  - 3月25日：開設行走於博多站至西鹿兒島站之間的急行「日輪」，「日輪」這個列車愛稱復活。
- 1967年（昭和42年）10月1日：「九重」的運行區間改為別府站至小倉站至長崎站/佐世保站之間，並且改名為「別府」。

### 特急「日輪」登場與周邊列車群
- 1968年（昭和43年）10月1日：實施名為「4·3·10（日语：ヨンサントオ）」的時間表修正，設有以下變更。
  1. 「日輪」改用KiHa80系柴油列車行走，同時升級為特急。
  2. 「日南」這個列車愛稱改為用於連接京阪神與日豐本線之間的夜行急行列車。使原本的「日南」改名為「南風」。
  3. 「椎葉」併合至「南風」。
  4. 大部分行走於博多站至大分站之間的急行列車改名為「湯之香」。不再使用「城島」這個列車愛稱。另外在1967年，日豐本線電氣化區間延伸至幸崎站，在此時間表修正起，部分列車改用475系電動列車（日语：国鉄457系電車）行走。
  5. 「別府」在博多站分開兩個運行系統。博多站以東區間併入至「湯之香」。
- 1972年（昭和47年）
  - 3月15日：實施時間表修正（日语：1972年3月15日国鉄ダイヤ改正），設有以下變更。
    1. 「南風」的列車愛稱改用於土讚本線的特急列車。使原本的「南風」改名為「椎葉」。
    2. 原本行走於門司港站至西鹿兒島站之間的夜行普通列車升級為急行列車，並命名為「宮崎」。

  - 4月27日：「日輪」增設1個往返班次，新增的班次行走於博多站至大分站之間（途經鹿兒島本線和日豐本線），並使用485系電動列車行走，該班次連結了餐車，但是卻暫停營業。使「日輪」共有2個往返班次（1個往返班次使用電動列車，1個往返班次使用柴油列車）。
- 1973年（昭和48年）10月1日：「鳳凰」從宮崎出發的列車之目的地由西鹿兒島站改為博多站。
- 1974年（昭和49年）
  - 4月25日：隨著日豐本線幸崎站至南宮崎站之間電氣化。「日輪」行走於博多站至大分站之間的班次延長至宮崎站。使該班次行走於博多站至宮崎站之間。在延長前暫停營業的餐車，於延長後開始營業。使用柴油列車行走的特急「大淀」[注 3]由使用新設的編成，與其共通的「日輪」西鹿兒島站到發之編成不再連結餐車。
  - 11月1日：為了確保新幹線「光」的餐車有足夠的從業員，「日輪」於宮崎站到發的餐車結束營業。
- 1975年（昭和50年）3月10日：山陽新幹線岡山站至博多站之開通。同時實施時間表修正（日语：1975年3月10日国鉄ダイヤ改正），設有以下變更。
  1. 「日輪」被指定為L特急。增加6個往返班次至8個往返班次（當中7個往返班次使用電動列車，1個往返班次使用柴油列車）。同時「日輪」列車可於小倉站轉乘新幹線。
    - 行走區間：博多站/小倉站至大分站/宮崎站之間（使用485系），博多站至西鹿兒島站之間（使用KiHa80系）

  2. 只行走於博多站至小倉站至大分站之間的急行列車統一名為「湯之香」。「湯之香」不再駛入至熊本站（即不再行走博多站至熊本站（經鹿兒島本線）），直通至山陽線的「別府」班次中，日豐本線區間由「湯之香」取代。
  3. 行走於門司港站/小倉站/別府站至宮崎站/西鹿兒島站之間的急行班次統一名為「日南」[注 4]。使「鳳凰」、「青島」、「高千穗」和「宮崎」這些於日豐本線內行走的急行列車愛稱被廢除。
  4. 行走於宮崎站至西鹿兒島站之間的急行列車中，除了「椎葉」外，均統一名為「錦江」。原本直通至山陽線的「青島」在修正中分割為「日南」和「錦江」。
- 1978年（昭和53年）10月2日：實施名為「5·3·10（日语：ゴーサントオ）」的時間表修正，設有以下變更。
  1. KuHa481形200番台在行走「日輪」的班次時，該車輛的列車名幕會展示專屬的圖案（該圖案是太陽的圖像化的樣子）[14]。
  2. 「椎葉」的列車愛稱也改為「日南」。
- 1979年（昭和54年）10月1日：日豐本線全線電氣化。急行「錦江」的1個往返班次升級為特急「日輪」，西鹿兒島站到發的系統增加1個往返班次，新增的班次使用電動列車行走。但是，從前於西鹿兒島站到發的「日輪」1個往返班次由於需要繼續與「大淀」共用車輛，因此繼續使用KiHa80系柴油列車。
- 1980年（昭和55年）10月1日：「日輪」的1個往返班次不再使用KiHa80系柴油列車。所有「日輪」班次均使用電動列車（不再與「大淀」共用車輛）。同時開始錯誤地使用（日语：間合い運用）「彗星」的583系電動列車（日语：国鉄583系電車）。另外，從別府出發單向前往西鹿兒島的班次定為「日輪」1號。
  - 此時，日間急行「日南」和「湯之香」班次被大幅削減，但是以統一為特急作為前提，部分班次還存在（當時部分「日南」班次駛入至博多站）。而這些急行班次會安排在「日輪」班次之間，需預計那些班次會升級為「日輪」。當中可發現「日輪」的班次編號是有欠號的情況，這是由於欠號的班次實際上是預計上述提及的急行列車升級至特急列車後才使用。

### 全部特急化與隨後進展
在以下演變中，除非特別提及，否則所有改動都是關於「日輪」號列車。
- 1982年（昭和57年）11月15日：隨著東北新幹線和上越新幹線開業，實施時間表修正（日语：1982年11月15日国鉄ダイヤ改正）。九州各線使用電動列車行走的日間急行列車全部廢除。在東北新幹線開業後，把剩餘的485系電動列車使用在九州的特急列車上。急行「日南」變為夜行列車，只剩下1個往返班次，其餘急行「日南」均升級為「日輪」。
- 1984年（昭和59年）2月1日：不再使用583系行走「日輪」，所有班次使用485系電動列車。
- 1985年（昭和60年）3月14日：小倉至大分之間的最高行車速度提升至120km/h（提速）。485系的列車名幕圖案有所變更。
- 1986年（昭和61年）11月1日：「日輪」加開行走於下關站至大分站之間的班次。
- 1988年（昭和63年）3月13日：實施名為「一本列島（日语：一本列島）」的時間表修正，設有以下變更。
  1. 「日輪」大幅增加26個往返班次。使「日輪」在小倉至大分之間每30分鐘一班。另外，駛入至博多站的「日輪」每小時一班。
  2. 「日輪」部分於宮崎站到發的班次延長至南宮崎站。
  3. 「日輪」加開行走於門司港站至大分站之間的班次。
  4. 「日南」的行走區間改為博多站至西鹿兒島站之間（宮崎站至西鹿兒島站之間以普通列車行走）。
- 1989年（平成元年）3月11日：「日輪」部分於大分站到發的班次延長至佐伯站。
- 1990年（平成2年）3月10日：實施時間表修正，設有以下變更。
  1. 部分於大分站到發的班次改用「高級沙龍」783系電動列車行走[9]。使用該車輛行走「日輪」的班次會改名為「高級沙龍日輪」。
  2. 所有於宮崎站到發的班次改於南宮崎站到發。
- 1991年（平成3年）3月16日：「日輪」部分於佐伯站到發的班次延長至南延岡站。
- 1992年（平成4年）7月15日：實施時間表修正，設有以下變更。
  1. 行走於下關站至大分站之間的「日輪」班次被廢除。使再沒有「日輪」班次駛入本州和直流電區間。
  2. 從別府出發單向前往西鹿兒島的「日輪」1號改於從小倉出發。

- 1993年（平成5年）3月18日：實施時間表修正，設有以下變更。
  1. 「日輪」增加班次，使南宮崎站、西鹿兒島站到發的班次加密至每小時1班。南宮崎站到發的2個往返班次（9、22、41、50號）改用新車787系。使用該車輛行走「日輪」的班次會改名為「日輪喜凱亞」[9]。這些班次會連結自助餐車，這是19年後，再次於「日輪」班次上提供餐飲設施。
  2. 「日南」改用787系行走，並且升級為特急「夢日輪」，行走區間改為博多站至南宮崎站之間[9]。
    - 另外於修正後，「日南」仍然會開設臨時列車班次，但只維持約1年。
- 1995年（平成7年）4月20日：實施時間表修正，設有以下變更。
  1. 「日輪」於西鹿兒島站到發的班次全部改於南宮崎站到發。同時把行走於宮崎站至西鹿兒島站之間的快速「錦江」升級重組為特急「霧島」。
  2. 「日輪」部分於大分站到發的班次改用883系，使用該車輛行走「日輪」的班次會改名為「音速日輪」[9]。
  3. 「高級沙龍日輪」這個愛稱被廢除並併合至「日輪」（但是仍然使用783系行走）。
  4. 從門司港出發的「燕」延遲出發。開設「日輪」101號，在門司港站至博多站之間使用了「燕」的時間表。

  - 在此修正起至翌年3月時間表修正期間（為期約1年）。「日輪」所使用的車輛包括了485系、783系、787系和883系，成為了JR九州在來線唯一定期特急列車同時使用4款不同的車輛。
  - 另外在此修正中，不再使用485系閥蓋型車頭行走「日輪」。除了於九州鐵道紀念館保存的KuHa481-603外，其餘車輛被拆毀。
- 1996年（平成8年）
  - 3月16日：實施時間表修正，更多班次使用883系。同時，暫時不再使用783系。
  - 7月18日：隨著宮崎機場線開業，部分於南宮崎站到發的班次延長至宮崎機場站到發。
  - 8月7日〜9日：於南宮崎站到發的1個往返班次（20、33號）改用883系。
- 1997年（平成9年）
  - 3月22日：在「日輪」和「音速日輪」中，把所有於大分站到發的班次改名為「音速」。另外，「日輪」行走於門司港站至大分站之間的班次被廢除。使所有「日輪」均會駛入至宮崎縣內（除了101號）。當天起，「日輪」於宮崎縣內到發的班次共有13個往返班次，這些班次分別在南延岡、南宮崎和宮崎空港站到發。另外還有「日輪」101號和「夢日輪」1個往返班次。
  - 11月29日：「日輪」101號延長至前往長崎站，並變為「鷗」5號。

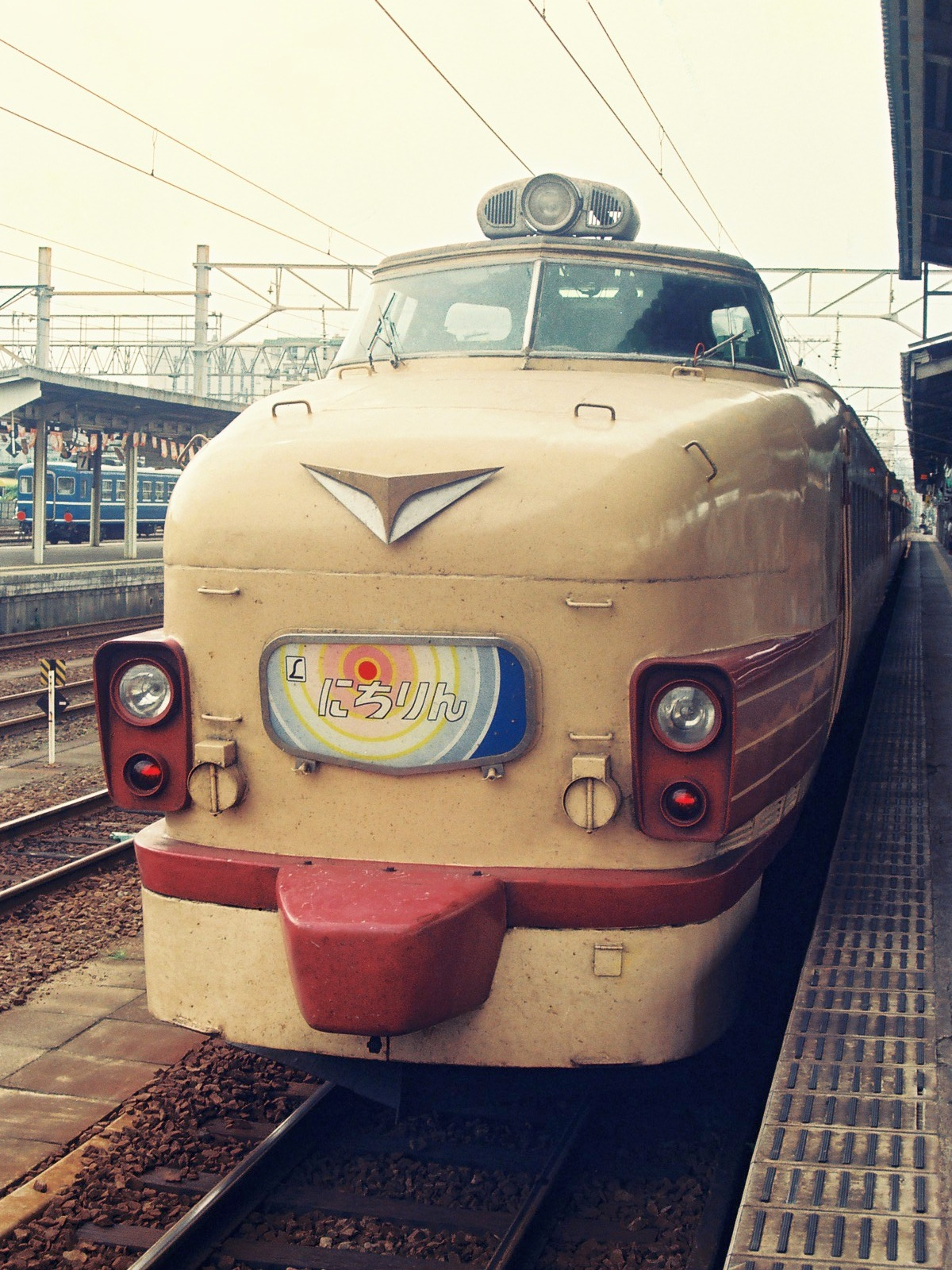
國鐵標準色的「日輪」（1991年8月 大分站）
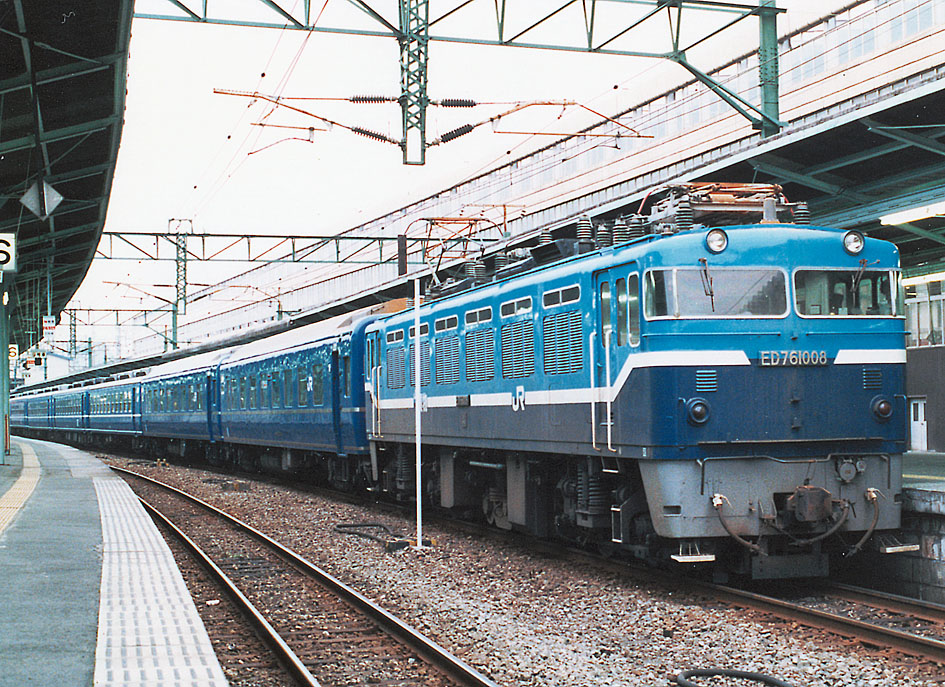
JR貨物色 ED76 1008正在牽引急行「日南」（小倉站）
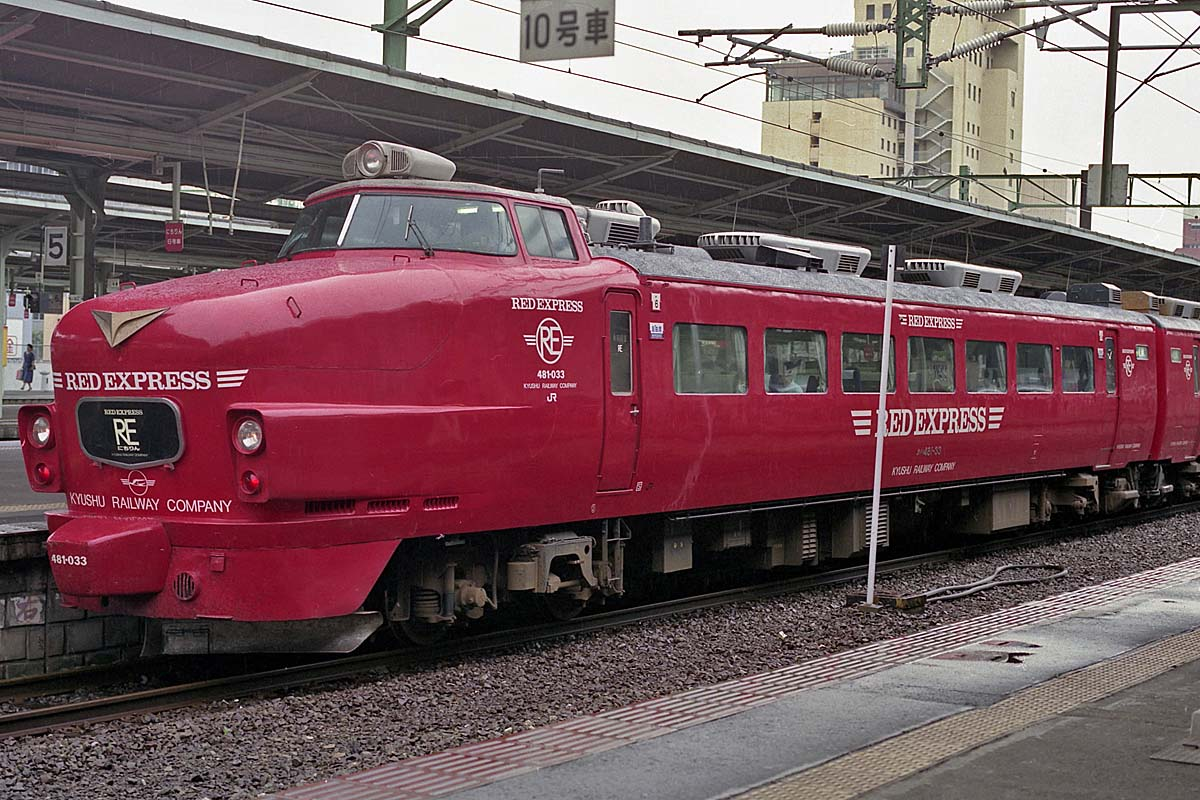
閥蓋型車頭的「日輪」（1992年8月 大分站）
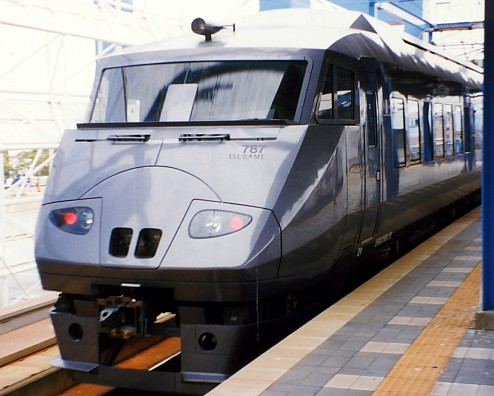
787系行走特急「日輪喜凱亞」（1994年3月 宮崎站）
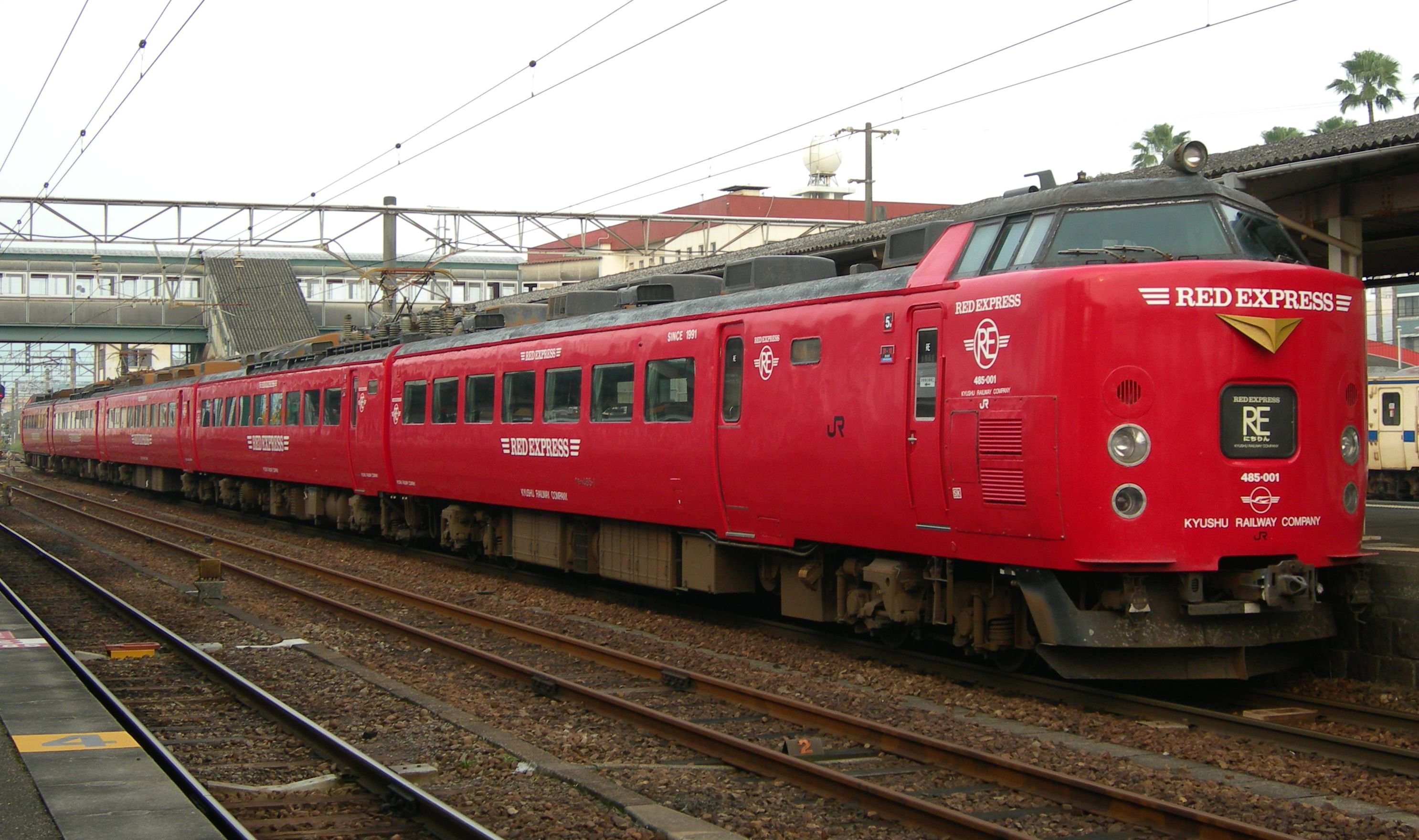
485系Red Express色行走「日輪」（2009年7月4日 南宮崎站）

### 2000年代
- 2000年（平成12年）3月11日：實施時間表修正，設有以下變更。
  1. 由於大分站至延岡站之間的使用量較低，使日間13往返班次削減至8個往返班次。除了部分時段外，該區間每兩小時一「日輪」。於南延岡站到發的班次被廢除。
  2. 在「日輪」被廢除的時段中加開「音速」班次。另外新設於佐伯站到發的班次。
  3. 關於削減「日輪」後的替代安排。經快速「日向」重組後，新設了行走於延岡站至南宮崎站/宮崎機場站之間的「日向」。
  4. 「日輪喜凱亞」和「夢日輪」的使用車輛變更為783系，787系一度不再行走上述班次。自助餐車服務也終止。
  5. 使用485系行走的班次中，統一以5卡編成，當中包括了使用半個車廂的綠色車廂。
- 2001年（平成13年）3月3日：實施時間表修正，設有以下變更。
  1. 「日輪」所有班次的行走區間縮短為小倉站至南宮崎站/宮崎機場站之間。部分班次開始使用783系。自此，除了臨時列車外，485系不會再駛入至博多站。
  2. 「日輪喜凱亞」削減1個往返班次。使日間只有7個往返班次，全日每兩小時一班。
- 2003年（平成15年）3月15日：
  - 日間7個往返班次增至9個往返班次。當中4個往返班次改於別府站到發。「音速」和「日輪」更改時間表，以便於別府站和大分站進行轉乘。同時，於別府站和大分站加設特急費用合計的安排（繼乘特急列車的費用安排）[15]。
  - 「日輪」與「日向」和「霧島」共用車輛，「日輪」10和13號使用沒有綠色車廂的3卡編成列車。
- 2004年（平成16年）
  - 3月13日：「日輪」的日間由9個往返班次增至12個往返班次。在4年後再次每小時開出1班。除了1個往返班次於小倉站到發外，其餘班次於別府站到發。5個往返班次也開始只使用沒有綠色車廂的3卡編成列車。
  - 7月1日：新設行走於中津站至大分站之間的1個往返班次（101、102號。當初只於平日行駛，後來擴展至毎日行駛，直至2018年3月16日）。
- 2005年（平成17年）
  - 4月1日：中止車內販賣服務。
  - 10月1日：隨著臥鋪特急「彗星」被廢除。「日輪」增加1個往返班次，行走於別府站至宮崎機場站之間（1、24號）。「日輪」的日間班次行走於博多站/小倉站/別府站至宮崎站/南宮崎站/宮崎機場站之間共有13個往返班次。
- 2006年（平成18年）9月17日：在下午2時5分，當時日本正受颱風珊珊吹襲影響，一架「日輪」9號列車於南延岡站前1公里附近，被強陣風吹到，使2卡車廂脫軌翻側，6人受傷（2006年JR日豐本線出軌事故）。
- 2008年（平成20年）
  - 3月15日：「日輪」所有於小倉站到發的班次，以及部分於別府站到發的班次均縮短至於大分站到發（小倉站到發的班次在大分站以北的區間由「音速」替代）。自此，除了臨時列車外，485系電動列車不再駛進福岡縣。
  - 6月：不再指定為L特急。
- 2009年（平成21年）3月14日：實施時間表修正，設有以下變更。
  1. 在所有於別府站到發的班次中，主要是早上和黃昏的班次（約半數）改於大分站到發。
  2. 全車實施禁煙[16]。

### 2010年代
- 2010年（平成22年）
  - 在8月28日、29日2日之間，EXILE LIVE TOUR 2010 "FANTASY"（日语：EXILE LIVE TOUR 2010 FANTASY）在九州大分市的大分銀行巨蛋公演。在這兩日，「日輪」102號臨時延長至博多站，並使用485系行走。另外開設臨時列車「日輪」92號前往博多站，該班次使用787系行走。
  - 9月11日：作為支援宮崎縣的企劃「努力吧宮崎！」，1架885系「音速」編成被印上全車身廣告。在9月11日至26日的星期六及假日行走「日輪喜凱亞」。車身設計由885系的設計師水戶岡銳治負責，當中在車身出現了和歌山電鐵的超級站長小玉[8]。
- 2011年（平成23年）3月12日：實施時間表修正，設有以下變更[11]。
  1. 485系不再定期行走「日輪」。原本使用783系行走「日輪」的編成被調離，改為使用「鷗」的編成行走「日輪」。除了使用783系的班次外，其餘班次使用787系。所有定期班次均連結綠色車廂。
    - 另外，485系仍然會行走臨時「日輪」班次，直至2015年之止。該485系的塗裝是國鐵復原色，以5卡編成。

  2. 「日輪」於大分站到發的1個往返班次（3、24號）進行變更，下行改從小倉出發，上行改為前往博多（該兩個班次是把「音速」併合至「日輪」），上行由於前往博多，因此改名為「日輪喜凱亞」。從此，「日輪」包含中津站到發列車在內，下行共有13班，上行共有12班。「日輪喜凱亞」設有下行1班，上行2班。「日輪喜凱亞」的使用車輛，原本的1個往返班次使用783系，另外新加入的上行1班使用787系。
    - 在3年後再次有定期「日輪」班次駛入小倉站。在11年後，再次設有787系行走「日輪喜凱亞」。

  3. 「夢日輪」被廢除（在差不多時段開設行走於博多站至柳浦、大分站之間的「音速」，以及行走於延岡站至南宮崎、宮崎機場站之間的「日向」以作補償）。自此，JR九州內再沒有定期夜行列車班次。
  4. 在別府站到發列車班次中，除了上午的2個往返班次（4、6、9、11號）外，其餘則縮短至大分站到發。
  5. 部分列車於部分區間再次設有車內販賣服務。
- 2012年（平成24年）3月17日：實施時間表修正，餘下於別府站到發的2個往返班次均縮短至大分站到發[17]。
- 2013年（平成25年）3月30日：適逢紀念延岡市成立80周年，「東京女孩展演」於延岡市西階綜合運動公園陸上競技場（日语：延岡市西階総合運動公園陸上競技場）舉行。當日開設了行走於大分站至延岡站之間的「日輪」96、97、98號作為接駁列車（97號前往南延岡站）。
- 2014年（平成26年）10月1日：所有班次再次中止車內販賣服務[18]。
- 2016年（平成28年）3月26日：實施時間表修正，由於特急「信濃」於大阪站到發的班次縮短至名古屋站到發。使「日輪喜凱亞」成為了JR集團中行走距離最長的定期在來線日間特急列車（夜行列車除外）[1][2][3]。另外，「日輪」26號（上行尾班車）可於大分站轉乘「音速」62號。
- 2017年（平成29年）
  - 3月4日：實施時間表修正，設有以下變更。
    - 22、25號由使用783系變為使用787系4卡編成。
    - 以787系4卡編成行走的「日輪」中，5個往返班次（5、6、10、11、15、16、18、21、25、26號）開始一人控制[19]。

  - 9月17日：在颱風泰利的吹襲下，使日豐本線臼杵站至延岡站之間不能通行。「日輪」、「日輪喜凱亞」和「音速」在大分站至延岡站之間的區間暫停服務，「日輪」與「日輪喜凱亞」在延岡站至宮崎機場站之間的的班次數量也有減少[20]。（「日輪」於小倉站至大分站之間，「日輪喜凱亞」於博多站至大分站之間正常營運）
  - 9月19日：「日輪」與「日輪喜凱亞」在延岡站至宮崎機場站之間的的班次回復正常[20]。
  - 9月20日：開設行走於臼杵站至延岡站之間的「特急代行輸送」代行巴士服務，每日設有7班，該巴士只停靠特急停車站[21]。
  - 9月25日：佐伯站至市棚站之間重新開通，代行巴士服務終止[22]。但是日豐本線還未完全開通，使「日輪」、「日輪喜凱亞」和「音速」在大分站至延岡站之間繼續暫停服務，當時開設了臨時普通列車，行走於佐伯站至延岡站之間中途不停站，共有3個往返班次。
  - 12月18日：臼杵站至佐伯站之間重新開通，「日輪」、「日輪喜凱亞」和「音速」在大分站至延岡站之間重開。但是部分區間需要慢駛，使部分列車的時間表有所變更。
- 2018年（平成30年）3月17日：實施時間表修正，設有以下變更[23]。
  1. 26號（上行尾班車）縮短至以延岡站作終點站，同時改名為「日向」4號。自此再沒有「日輪」班次停靠都農站。
  2. 101、102號改用883系，並且編入至「音速」（班次編號沒有變更。原本於柳浦站到發的「音速」101、102號改於門司港站、小倉站到發，並且編入至「閃耀」。另外新設行走於博多站至中津站之間的「音速」201、202號）。
  3. 於佐伯站到發的「音速」2個往返班次中，1個往返班次縮短至於大分站到發（縮短的班次之原來班次編號為51、16號）。利用舊16號（新14號）於大分站以南的時間表，新設「日輪」102號，該班次從佐伯出發前往大分，停車站方面承襲「音速」時代。因此「日輪」102號停靠大在站，於大分站可轉乘「音速」14號。
  4. 所有以787系4卡編成行走的「日輪」都變為一人控制。但是在大分站以北的區間（包含臨時列車）會繼續有車掌乘務。

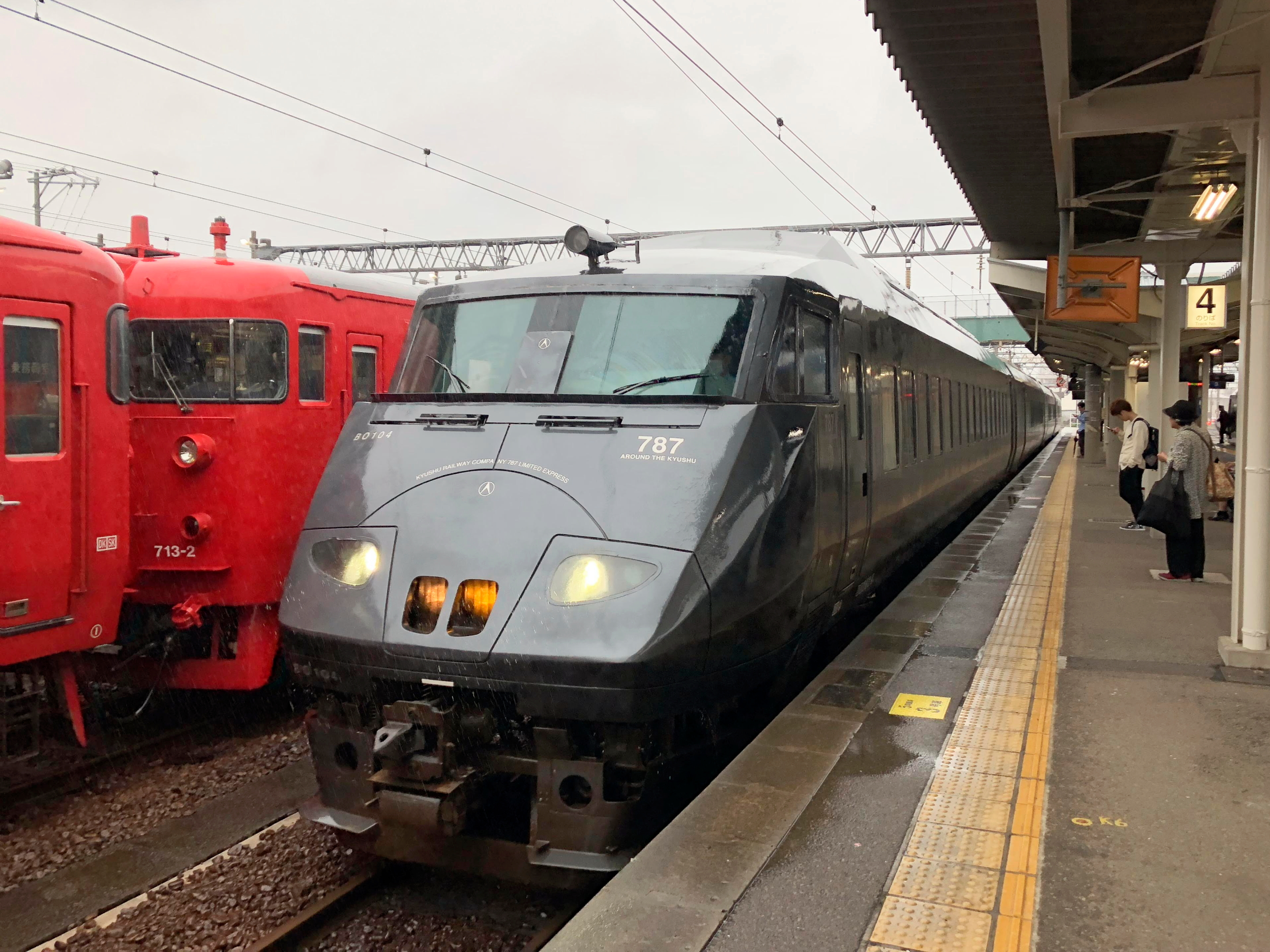
787系「日輪」（2018年5月 南宮崎站）

### 2020年代
- 2020年（令和2年）
  - 3月20日 - 6月18日：受到新冠疫情影響使客量減少，「日輪」班次設有以下調整[24][25][26][注 5]。
    1. 行走於大分站至宮崎機場站之間的定期列車班次中，4個往返班次暫停服務（「日輪」8、9、13、14、19號整個區間暫停服務，「日輪」3號和「日輪喜凱亞」20、24號只限大分站至宮崎機場站之間暫停服務）。
    2. 在該期間內計劃開辦的臨時列車全部中止開辦。
    3. 在5月2日至6日之間，JR九州內所有在來線特急列車均暫停服務，當中包括了「日輪」和「日輪喜凱亞」[27][28]。由於佐伯站至延岡站之間的普通列車班次十分少，作為救濟措施，便開設了臨時快速列車（787系4卡編成，中途不停站）行走該區間，當時設有上行3班和下行2班[27]。

  - 6月19日：「日輪」和「日輪喜凱亞」回復正常班次。
  - 11月1日：受到新冠疫情影響使客量減少。當日起，行走於大分站至延岡站之間的定期列車中，2個往返班次暫停服務（「日輪」9、12、17號和「日輪喜凱亞」20號。「日輪」在延岡站以南區間與「日輪喜凱亞」在大分站以北區間正常運輸。另外臨時開設了「日向」102號，從宮崎機場站單向前往延岡站，該班次是使用「日輪喜凱亞」20號的時間表）。[29]。
- 2021年（令和3年）
  - 3月13日：實施時間表修正，設有以下變更[30][31]。

  1. 「日輪」削減4個往返班次，日間變為每兩小時一班。在被削減的班次中，3個往返班次變為「日向」，繼續行走延岡站以南路段。另外，「日輪」2個往返班次在繁忙時期會繼續行走，並於大分站到發。
  2. 宮崎地區與福岡地區的直通運輸安排有所變更。
    - 「日輪喜凱亞」20號這個班次在大分站分拆為「日輪」16號（只於繁忙時期行走，其餘時期會以「日向」6號的名義行走，以延岡站為終點站）和「音速」54號。
    - 「日輪」22號與其轉乘的「音速」班次合併，變為直通至博多站的「日輪喜凱亞」18號（在「音速」時代停靠的部分車站變為通過）。
    - 「日輪喜凱亞」24號這個班次在小倉站分拆為「日輪」20號和「閃耀」9號。

  3. 在以上的變更外，「日輪」剩下9個往返班次（當中1個往返班次是「日輪喜凱亞」，另外在繁忙時期增至11個往返班次）。
  4. 不再使用783系行走「日輪」，統一使用787系。這是21年後，再次設有787系行走「日輪喜凱亞」。
  5. 再次有「日輪」班次停靠都農站（20號）。另外，「日輪喜凱亞」不再停靠戶畑站、宇島站、柳浦站、宇佐站、門川站和都農站。
  6. 4、17號（舊4、21號）由南宮崎站到發延長至於宮崎機場站到發。
    - 在上述變動後，本來接駁上述列車來往宮崎機場站的普通列車被廢除，變相列車會通過田吉站。
    - 4號和17號班次的時段不是航班出發或抵達的時段，因此這兩班列車是為了車站周邊的乘客而設。

  7. 2號開始停靠門川站（在修正前，平日會臨時停靠。在修正後變為毎日停靠）。

  - 5月18日、25日：由於佐伯站至延岡站之間需要進行維護路軌工程。日間部分班次（3、5、9、6、8、12號）在佐伯站以南區間暫停服務。在延岡站以南區間開設了相應班次數量的臨時「日向」（班次編號是原本的「日輪」編號＋50號），行走時間表與被暫停服務的「日輪」相同。佐伯站至延岡站之間沒有代行服務。
  - 11月26日、27日：使用783系行走團體列車「復活夢日輪」，行走於博多站至南宮崎站之間。
  - 12月：787系4卡編成暫時暫停行走，由783系4卡編成和415系4卡編成代行（由415系行走時，列車類別會變為快速）。
- 2022年（令和4年）9月23日：實施時間表修正。只於繁忙期才開設的「日輪」7、10、13和16號全部廢除。「日輪」的班次編號重新編排（上行「日輪喜凱亞」變更為14號）[32]。

## 注腳

## 外部連結
- 其他的特急 （页面存档备份，存于）（日語） - 九州旅客鐵道